# Carolina Reaper
Carolina Reaper là một giống ớt lai thuộc loài ớt kiểng Capsicum chinense. Giống ớt được phát triển bởi nhà lai tạo Hoa Kỳ Ed Currie, quả ớt có màu đỏ và hình dáng xương xẩu, với kết cấu gồ ghề và đuôi quả nhỏ nhọn. Năm 2013, Kỷ lục Guinness thế giới tuyên bố đây là loại ớt cay nhất trên thế giới, vượt qua giống ớt giữ kỷ lục trước đó là ớt Trinidad Scorpion Butch T.

## Vị cay

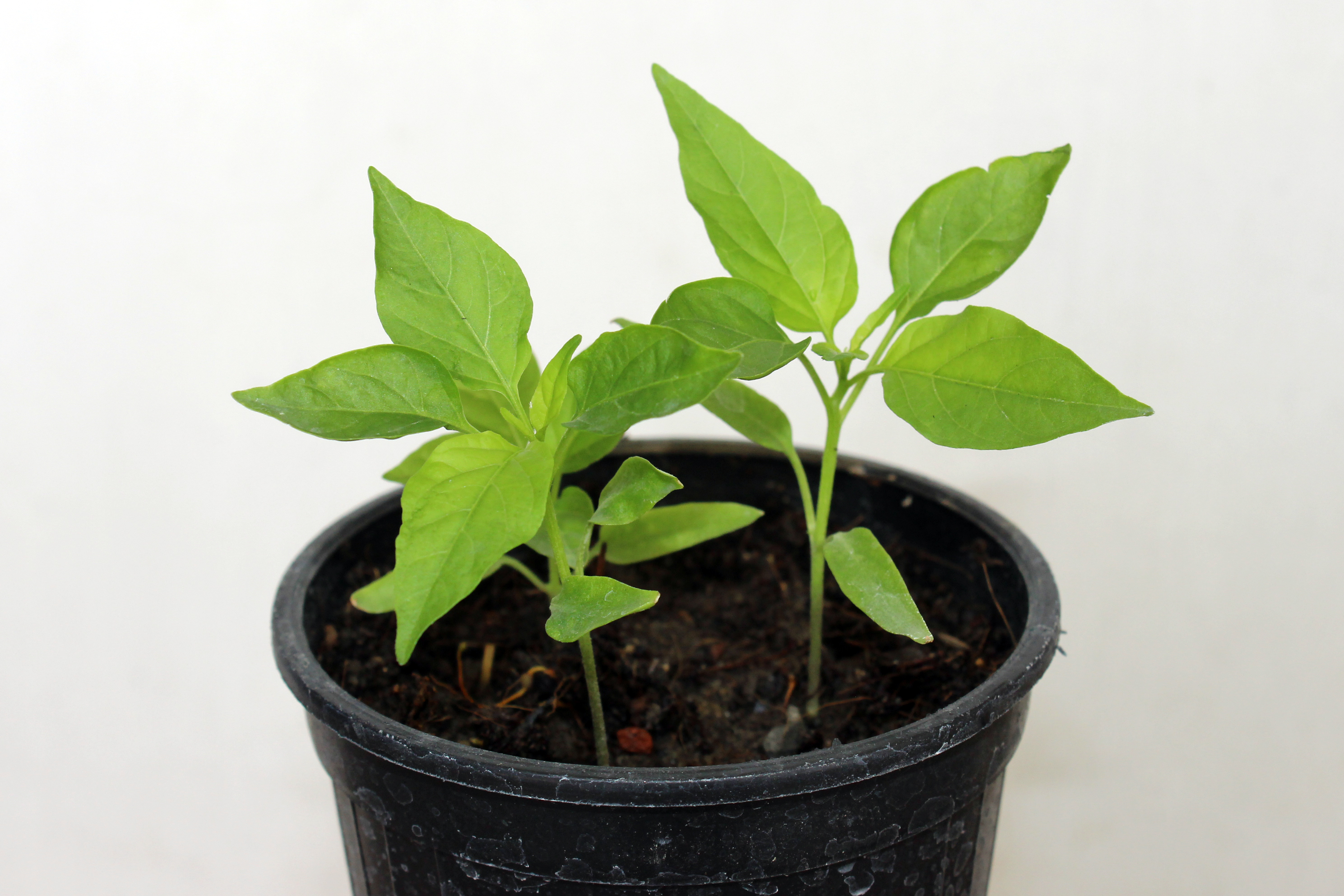
Carolina Reaper 30 ngày tuổi

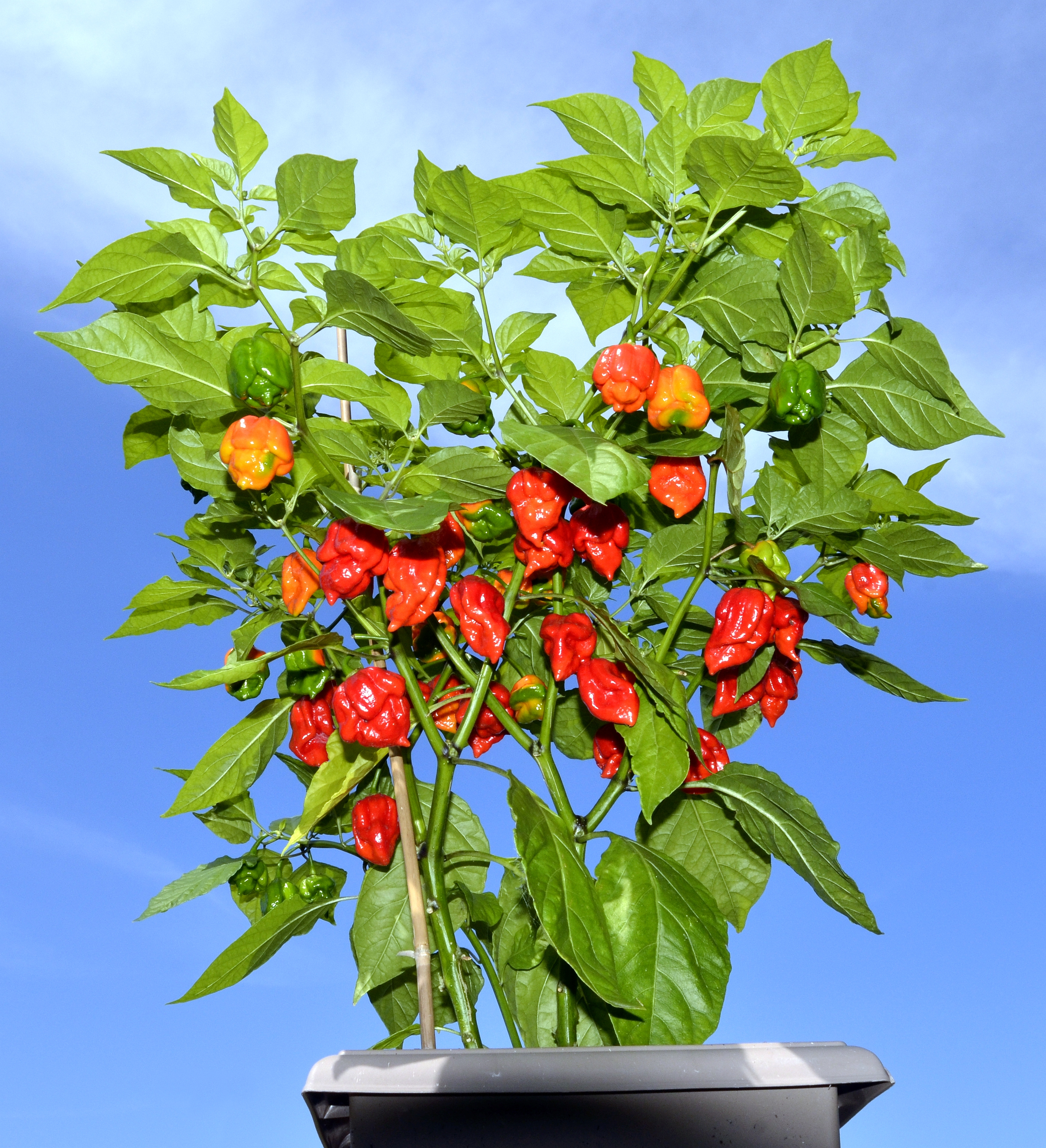
Cây trưởng thành

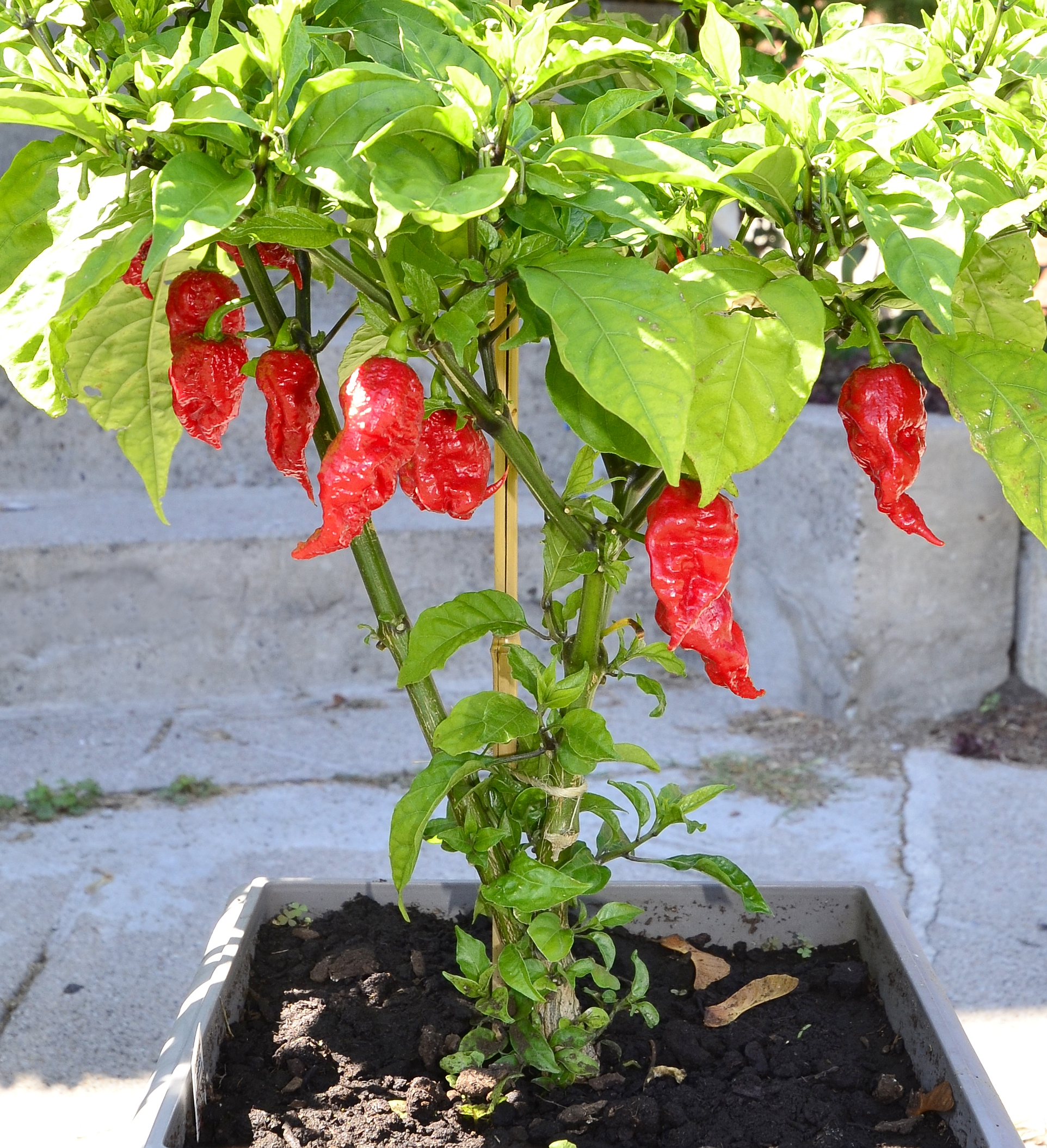
Cây trưởng thành

Cảm giác nóng hoặc cay được cảm nhận khi ăn Carolina Reaper bắt nguồn từ lượng chất capsaicinoids, đặc biệt nhất là capsaicin, có liên quan trực tiếp đến cường độ cay của ớt và thang Scoville. Giống ớt này được "Smokin" Ed Currie, chủ sở hữu của Công ty Ớt PuckerButt ở Fort Mill lai tạo trong nhà kính Rock Hill ở Nam Carolina, Carolina Reaper đã được Kỷ lục Guinness thế giới chứng nhận là loại ớt cay nhất thế giới vào ngày 11 tháng 8 năm 2017. Độ cay được ghi nhận của Kỷ lục Guinness Thế giới là 1.641.183 Đơn vị cay Scoville (SHU) vào năm 2017, theo các cuộc kiểm tra được thực hiện bởi Đại học Winthrop ở Nam Carolina. Lô ớt được thử nghiệm đã đạt con số trung bình này; hạt cay nhất được đo ở mức 2,2 triệu SHU.
Giống cây được lai giữa giống La Soufriere "cực kỳ cay" từ đảo Saint Vincent thuộc vùng Caribe và giống Naga Viper từ Pakistan và được đặt tên là 'Reaper' do hình dạng đuôi quả của nó. Nó đã được mô tả là có hương vị trái cây, khi cắn miếng ớt đầu tiên cảm giác sẽ là ngọt ngào nhưng sau đó ngay lập tức sẽ chuyển sang cảm giác cay của "dung nham nóng chảy".
Vào tháng 5 năm 2017, Mike Smith ở St Asaph, Wales, làm việc với Đại học Nottingham Trent, tuyên bố giống ớt mới Hơi thở của rồng đã vượt qua giống Carolina Reaper với độ cay 2,4 triệu SHU, ông đã nộp đơn lên Kỷ lục Guinness Thế giới để xác nhận. Tuy nhiên, vào tháng 9 năm 2017, Ed Currie tuyên bố đã lai tạo ra một giống ớt mạnh hơn là Pepper X có độ cay 3,18 triệu SHU.

## Khả năng gây đau đầu dữ dội
Vào tháng 4 năm 2018, có một báo cáo về trường hợp "đau đầu như sấm sét" ở một người đàn ông 34 tuổi, người này phải nhập viện vài ngày sau khi ăn một quả ớt Carolina Reaper không rõ kích thước trong một cuộc thi ăn ớt, được chẩn đoán ban đầu là Hội chứng co mạch não có hồi phục (reversible cerebral vasoconstriction syndrome, RCVS). Không chắc nguyên nhân các hợp chất của ớt đóng vai trò trong cơ chế RCVS, theo các giải thích lâm sàng khác, chẳng hạn như phản ứng căng thẳng khi ăn ớt cay được đưa ra để giải thích cơn đau đầu.

## Trồng trọt
Giống ớt đã được nhà thực vật học dân tộc người Anh là James Wong mô tả là "một loại ớt tốt để thử ở nhà", ông nói rằng giống ớt này yêu cầu nhiệt độ trồng ít nhất 18–20 °C (64–68 °F) và nên trồng trong chậu 30–40 cm (12–16 in) để hạn chế sự phát triển và ra quả sớm. Khi chín hoàn toàn, chỉ hai quả ớt đã có thể chiếm hết lòng bàn tay.